# Шемчук, Людмила Степановна
Людми́ла Степа́новна Шемчу́к (род. 11 сентября 1946, село Стыла, Сталинская область) — советская и украинская оперная певица (меццо-сопрано). Солистка Большого театра в 1977—1989 годах. Заслуженная артистка РСФСР (1984).

## Биография
Родилась в греческом селе Стыла Старобешевского района Сталинской области. В пятилетнем возрасте вместе с мамой и бабушкой переехала в Докучаевск, где окончила музыкальную школу по классу фортепиано. Участвовала в самодеятельности Дворца культуры Докучаевского флюсо-доломитного комбината и пела в школьном хоре.
В 1968 году Людмила Шемчук окончила вокальное отделение Донецкого музыкального училища (класс Л. Гончаровой). Поступила в Одесскую государственную музыкальную академию им. А. В. Неждановой (класс заслуженной артистки УССР Ольги Николаевны Благовидовой), среди выпускников которой Бэла Руденко, Александр Дедик, Николай Огренич, Иван Пономаренко, Алиса Джамагорцян, Зоя Христич.
Первая встреча с Благовидовой состоялась ещё во время учёбы на втором курсе Донецкого музыкального училища. Ольга Николаевна предложила Шемчук продолжить образование в Одесской консерватории, но Людмила отказалась, решив сначала окончить училище.
Первый выход на сцену состоялся в оперной студии Одесской консерватории (партия Фёдора в «Борисе Годунове» Модеста Мусоргского).
После окончания учёбы в 1973 году один год работала в стажёрской труппе Киевского оперного театра. С 1974 по 1977 год работала в Большом театре оперы и балета Белорусской ССР, а с 1977 по 1989 год была солисткой Большого театра в Москве.
В 1975 году стала лауреатом второй премии на VII Всесоюзном конкурсе вокалистов имени М. И. Глинки в Тбилиси.
Завоевала вторую премию Международного конкурса вокалистов имени Эйтора Вилла-Лобоса в Рио-де-Жанейро в 1977 году.
В 1978 году — лауреат первой премии VI Международного конкурса имени П. И. Чайковского.
После участия в фестивале Мусоргского в Италии в 1981 году получила приглашение исполнить роль Марфы-раскольницы в опере «Хованщина» в «Ла Скала».
В 1984 году Людмиле Шемчук было присвоено почётное звание «Заслуженная артистка России».
После ухода из Большого театра два года была солисткой Венской государственной оперы. Снималась в фильме-опере «Джоконда» режиссёра Гуго Кеха — экранизации одноимённой оперы Амилькаре Понкьелли. Картина создавалась на основе спектакля Венской оперы, в котором Людмила, как и в фильме, исполняла партию Лауры.
С 2003 года Людмила Шемчук работает в Донецком национальном академическом театре оперы и балета имени А. Б. Соловьяненко. Продолжает вести активную гастрольную деятельность.
В 2005 году за выдающиеся заслуги в сфере оперного искусства в последнем десятилетии XX века получила золотую медаль Фонда Ирины Архиповой и стала лауреатом премии этого фонда.
В репертуаре Людмилы Шемчук партии Марины Мнишек, Марфы («Борис Годунов», «Хованщина» М. Мусоргского), Любаши («Царская невеста» Н. Римского-Корсакова), Любови Кочубей («Мазепа» П. Чайковского), Амнерис, Азучены, Ульрики («Аида», «Трубадур», «Бал-маскарад» Д. Верди), Кармен (Ж. Бизе), Варвары («Богдан Хмельницкий» К. Данькевича) и многие другие.
Людмила Шемчук выступала на одной сцене с выдающимися оперными исполнителями: Лучано Паваротти, Пласидо Доминго, Никола Мартинуччи, Пьеро Каппуччилли, Луисом Лимой.